# Skandagupta
Skandagupta, död 467, var en indisk monark. Han var regerande monark av Guptariket mellan 455 och 467.